# Grand Prix automobile d'Espagne 2007
GP précédent GP suivant
Le Grand Prix automobile d'Espagne 2007 (Formula 1 Gran Premio de España Telefónica 2007), disputé sur le Circuit de Catalogne à Barcelone en Espagne le 13 mai 2007 est la 772e épreuve de l'histoire du championnat du monde de Formule 1 courue depuis 1950 et la quatrième manche du championnat 2007 courue. Le circuit a été modifié depuis la saison précédente par l'ajout d'une chicane entre les virages « Europcar » et « New Holland. »

## Essais libres

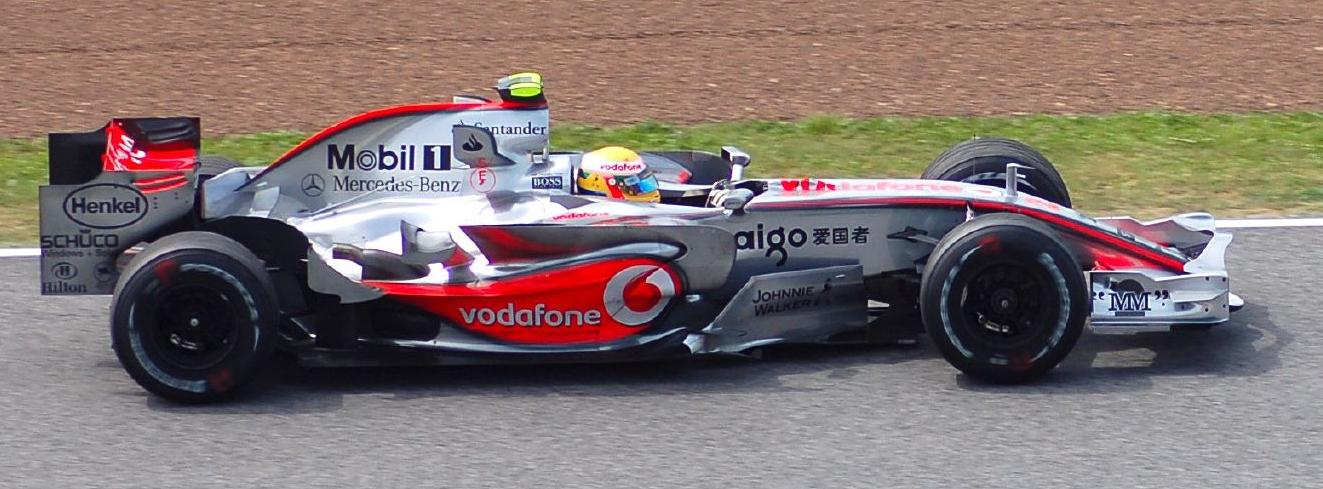
Lewis Hamilton au GP d'Espagne 2007

### Vendredi matin
| Pos. | Pilote           | Voiture           | Chrono         | Écart     |
| ---- | ---------------- | ----------------- | -------------- | --------- |
| 1    | Lewis Hamilton   | McLaren-Mercedes  | 1 min 21 s 880 |           |
| 2    | Fernando Alonso  | McLaren-Mercedes  | 1 min 22 s 268 | + 0 s 388 |
| 3    | Kimi Räikkönen   | Ferrari           | 1 min 22 s 291 | + 0 s 411 |
| 4    | Robert Kubica    | BMW Sauber        | 1 min 22 s 446 | + 0 s 566 |
| 5    | Felipe Massa     | Ferrari           | 1 min 22 s 565 | + 0 s 685 |
| 6    | Anthony Davidson | Super Aguri-Honda | 1 min 22 s 665 | + 0 s 785 |

### Vendredi après-midi
| Pos. | Pilote               | Voiture          | Chrono         | Écart     |
| ---- | -------------------- | ---------------- | -------------- | --------- |
| 1    | Fernando Alonso      | McLaren-Mercedes | 1 min 21 s 397 |           |
| 2    | Giancarlo Fisichella | Renault          | 1 min 21 s 684 | + 0 s 287 |
| 3    | Heikki Kovalainen    | Renault          | 1 min 21 s 966 | + 0 s 569 |
| 4    | Felipe Massa         | Ferrari          | 1 min 22 s 048 | + 0 s 651 |
| 5    | Lewis Hamilton       | McLaren-Mercedes | 1 min 22 s 188 | + 0 s 791 |
| 6    | Kimi Räikkönen       | Ferrari          | 1 min 22 s 351 | + 0 s 854 |

### Samedi matin
| Pos. | Pilote          | Voiture          | Chrono         | Écart     |
| ---- | --------------- | ---------------- | -------------- | --------- |
| 1    | Lewis Hamilton  | McLaren-Mercedes | 1 min 21 s 233 |           |
| 2    | Fernando Alonso | McLaren-Mercedes | 1 min 21 s 312 | + 0 s 079 |
| 3    | Robert Kubica   | BMW Sauber       | 1 min 21 s 364 | + 0 s 131 |
| 4    | Nick Heidfeld   | BMW Sauber       | 1 min 21 s 454 | + 0 s 231 |
| 5    | David Coulthard | Red Bull-Renault | 1 min 21 s 556 | + 0 s 323 |
| 6    | Felipe Massa    | Ferrari          | 1 min 21 s 659 | + 0 s 426 |

## Grille de départ

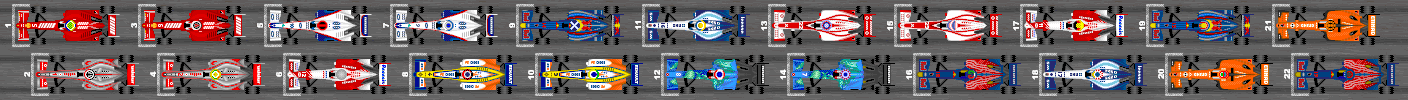
La grille de départ du Grand Prix

| Pos. | Pilote               | Écurie             | Qualifications 1 | Qualifications 2 | Qualifications 3 |
| ---- | -------------------- | ------------------ | ---------------- | ---------------- | ---------------- |
| 1    | Felipe Massa         | Ferrari            | 1 min 21 s 375   | 1 min 20 s 597   | 1 min 21 s 421   |
| 2    | Fernando Alonso      | McLaren-Mercedes   | 1 min 21 s 609   | 1 min 20 s 797   | 1 min 21 s 451   |
| 3    | Kimi Räikkönen       | Ferrari            | 1 min 21 s 802   | 1 min 20 s 741   | 1 min 21 s 723   |
| 4    | Lewis Hamilton       | McLaren-Mercedes   | 1 min 21 s 120   | 1 min 20 s 713   | 1 min 21 s 785   |
| 5    | Robert Kubica        | BMW Sauber         | 1 min 21 s 941   | 1 min 21 s 381   | 1 min 22 s 253   |
| 6    | Jarno Trulli         | Toyota             | 1 min 22 s 501   | 1 min 21 s 554   | 1 min 22 s 324   |
| 7    | Nick Heidfeld        | BMW Sauber         | 1 min 21 s 625   | 1 min 21 s 113   | 1 min 22 s 389   |
| 8    | Heikki Kovalainen    | Renault            | 1 min 21 s 790   | 1 min 21 s 623   | 1 min 22 s 568   |
| 9    | David Coulthard      | Red Bull-Renault   | 1 min 22 s 491   | 1 min 21 s 488   | 1 min 22 s 749   |
| 10   | Giancarlo Fisichella | Renault            | 1 min 22 s 064   | 1 min 21 s 677   | 1 min 22 s 881   |
| 11   | Nico Rosberg         | Williams-Toyota    | 1 min 21 s 943   | 1 min 21 s 968   |                  |
| 12   | Rubens Barrichello   | Honda              | 1 min 22 s 502   | 1 min 22 s 097   |                  |
| 13   | Takuma Satō          | Super Aguri-Honda  | 1 min 22 s 090   | 1 min 22 s 115   |                  |
| 14   | Jenson Button        | Honda              | 1 min 22 s 503   | 1 min 22 s 120   |                  |
| 15   | Anthony Davidson     | Super Aguri-Honda  | 1 min 22 s 295   | pas de temps     |                  |
| 16   | Vitantonio Liuzzi    | Toro Rosso-Ferrari | 1 min 22 s 508   | pas de temps     |                  |
| 17   | Ralf Schumacher      | Toyota             | 1 min 22 s 666   |                  |                  |
| 18   | Alexander Wurz       | Williams-Toyota    | 1 min 22 s 769   |                  |                  |
| 19   | Mark Webber          | Red Bull-Renault   | 1 min 23 s 398   |                  |                  |
| 20   | Adrian Sutil         | Spyker-Ferrari     | 1 min 23 s 811   |                  |                  |
| 21   | Christijan Albers    | Spyker-Ferrari     | 1 min 23 s 990   |                  |                  |
| 22   | Scott Speed          | Toro Rosso-Ferrari | pas de temps     |                  |                  |

## Course

### Classement de la course

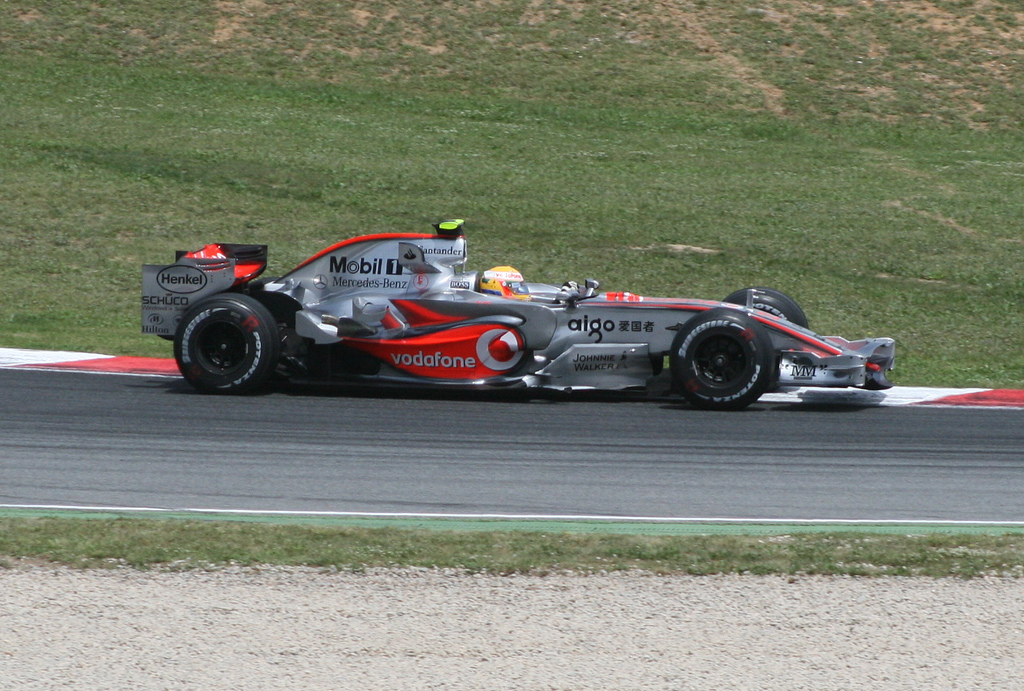
Hamilton devient le premier pilote à monter sur le podium pour ses quatre premières courses.

| Pos. | no | Pilote               | Écurie             | Tours | Temps/Abandon                      | Grille | Points |
| ---- | -- | -------------------- | ------------------ | ----- | ---------------------------------- | ------ | ------ |
| 1    | 5  | Felipe Massa         | Ferrari            | 65    | 1 h 31 min 36 s 230 (198,103 km/h) | 1      | 10     |
| 2    | 2  | Lewis Hamilton       | McLaren-Mercedes   | 65    | +6 s 790                           | 4      | 8      |
| 3    | 1  | Fernando Alonso      | McLaren-Mercedes   | 65    | +17 s 456                          | 2      | 6      |
| 4    | 10 | Robert Kubica        | BMW Sauber         | 65    | +31 s 615                          | 5      | 5      |
| 5    | 14 | David Coulthard      | Red Bull-Renault   | 65    | +58 s 331                          | 9      | 4      |
| 6    | 16 | Nico Rosberg         | Williams-Toyota    | 65    | +59 s 538                          | 11     | 3      |
| 7    | 4  | Heikki Kovalainen    | Renault            | 65    | +1 min 02 s 128                    | 8      | 2      |
| 8    | 22 | Takuma Satō          | Super Aguri-Honda  | 64    | +1 tour                            | 13     | 1      |
| 9    | 3  | Giancarlo Fisichella | Renault            | 64    | +1 tour                            | 10     |        |
| 10   | 8  | Rubens Barrichello   | Honda              | 64    | +1 tour                            | 12     |        |
| 11   | 23 | Anthony Davidson     | Super Aguri-Honda  | 64    | +1 tour                            | 15     |        |
| 12   | 7  | Jenson Button        | Honda              | 64    | +1 tour                            | 14     |        |
| 13   | 20 | Adrian Sutil         | Spyker-Ferrari     | 63    | +2 tours                           | 20     |        |
| 14   | 21 | Christijan Albers    | Spyker-Ferrari     | 63    | +2 tours                           | 21     |        |
| Abd. | 9  | Nick Heidfeld        | BMW Sauber         | 46    | Boîte de vitesses                  | 7      |        |
| Abd. | 11 | Ralf Schumacher      | Toyota             | 44    | Suspension                         | 17     |        |
| Abd. | 18 | Vitantonio Liuzzi    | Toro Rosso-Ferrari | 19    | Abandon                            | 16     |        |
| Abd. | 19 | Scott Speed          | Toro Rosso-Ferrari | 9     | Crevaison                          | 22     |        |
| Abd. | 6  | Kimi Räikkönen       | Ferrari            | 9     | Suspension                         | 3      |        |
| Abd. | 12 | Jarno Trulli         | Toyota             | 8     | Pression d'essence                 | 6      |        |
| Abd. | 15 | Mark Webber          | Red Bull-Renault   | 7     | Hydraulique                        | 19     |        |
| Abd. | 17 | Alexander Wurz       | Williams-Toyota    | 1     | Accident                           | 18     |        |

### Pole position et record du tour
- Pole position :  Felipe Massa (Ferrari) en 1 min 21 s 421 (vitesse moyenne : 205,819 km/h). Le meilleur temps des qualifications a quant à lui été établi par Massa lors de la Q2 en 1 min 20 s 597[6].
- Meilleur tour en course :  Felipe Massa (Ferrari) en 1 min 22 s 680 au 14e tour (vitesse moyenne : 202,685 km/h)[7].

### Tours en tête
- Felipe Massa (Ferrari) : 55 tours (1-19 / 25-42 / 48-65) ;
- Lewis Hamilton (McLaren-Mercedes) : 8 tours (20-22 / 43-47) ;
- Nick Heidfeld (BMW Sauber): 2 tours (23-24)[8].

## Classements généraux à l'issue de la course
| Pos. | Pilote               | Écurie            | Points |
| ---- | -------------------- | ----------------- | ------ |
| 1    | Lewis Hamilton       | McLaren-Mercedes  | 30     |
| 2    | Fernando Alonso      | McLaren-Mercedes  | 28     |
| 3    | Felipe Massa         | Ferrari           | 27     |
| 4    | Kimi Räikkönen       | Ferrari           | 22     |
| 5    | Nick Heidfeld        | BMW Sauber        | 15     |
| 6    | Giancarlo Fisichella | Renault           | 8      |
| 7    | Robert Kubica        | BMW Sauber        | 8      |
| 8    | Nico Rosberg         | Williams-Toyota   | 5      |
| 9    | David Coulthard      | Red Bull-Renault  | 4      |
| 10   | Jarno Trulli         | Toyota            | 4      |
| 11   | Heikki Kovalainen    | Renault           | 3      |
| 12   | Ralf Schumacher      | Toyota            | 1      |
| 13   | Takuma Satō          | Super Aguri-Honda | 1      |

| Pos. | Écurie            | Points |
| ---- | ----------------- | ------ |
| 1    | McLaren-Mercedes  | 58     |
| 2    | Ferrari           | 49     |
| 3    | BMW Sauber        | 23     |
| 4    | Renault           | 11     |
| 5    | Williams-Toyota   | 5      |
| 6    | Toyota            | 5      |
| 7    | Red Bull-Renault  | 4      |
| 8    | Super Aguri-Honda | 1      |

À la suite de l'affaire d'espionnage, les points de l'écurie McLaren seront rétroactivement supprimés le 13 septembre 2007 par décision du Conseil Mondial de la FIA.

## Statistiques
Le Grand Prix d'Espagne 2007 représente :
- la 4e victoire de sa carrière pour Felipe Massa[10] ;
- le second « hat-trick » de sa carrière pour Felipe Massa[11] ;
- la 195e victoire pour Ferrari en tant que constructeur[12] ;
- la 195e victoire pour Ferrari en tant que motoriste[13] ;
- le 1er point pour l'écurie Super Aguri grâce à Takuma Satō qui termine en huitième position.

Au cours de ce Grand Prix :
- À l'issue du GP d'Espagne 2007, Lewis Hamilton est le premier pilote de l'histoire de la Formule 1 à monter sur le podium pour ses quatre premières courses. Il prend seul la tête du championnat avec 30 points et devient ainsi le plus jeune pilote à mener le championnat du monde de F1.